# Taormina Arte
Taormina Arte è una delle più importanti manifestazioni culturali siciliane che si svolge sin dal 1983 a Taormina con la produzione di prestigiosi eventi musicali, teatrali, di danza e con il Taormina Film Fest che ne costituisce il primo evento.
Dal 1999 è finanziata con legge dalla Regione Siciliana. Nell'ambito del festival  sono consegnati, al Teatro Antico, i prestigiosi Nastri d'argento, premi assegnati dal SNGCI.
Il Taormina FilmFest è l'erede della Rassegna Cinematografica Internazionale di Messina e Taormina, nata nel 1955, che per un ventennio ospitò i David di Donatello con la partecipazione dei più famosi personaggi del cinema nazionale e internazionale.
Dal 2005, Taormina Arte, organizza, ad ottobre, il "Giuseppe Sinopoli Festival", rassegna dedicata al grande direttore d'orchestra, scomparso nel 2001, per anni direttore artistico di Taormina Arte.
Dal 2011 Taormina Arte ha incluso nella sua programmazione autunnale il Festival Internazionale Orchestre a Plettro.
Nell'ottica di una programmazione destagionalizzata in ottobre Taormina Arte organizza "prima vigilia noctis", itinerario artistico musicale nelle principali chiese di Taormina.
Il festival si è aperto negli ultimi anni anche alle arti figurative.
Oggi è diviso nelle sezioni: Musica e Danza, Teatro, Mostre, Cinema. Assegna ogni anno i premi Taormina Arte Award.